# Хака (рід)
Хака (Chaca) — єдиний рід родини Chacidae надродини Siluroidea ряду сомоподібних. Має 4 види. Інші назва «жаборотий сом», «сом-рибалка», «квадратоголовий сом».

## Опис
Загальна довжина представників цього роду коливається від 20 до 25 см. Голова широка, пласка, майже квадратної форми, трохи подовжена. Очі маленькі, розташовані у верхній частині голови. Рот широкий і глибокий. Має 3-4 пари вусиків. Кількість зябрових тичинок — 6-8. Тулуб масивний, сильно сплощено з боків, особливо позаду анального плавця. Спинний плавець короткий, зазубрений, з шипами, що можуть спричинити значні поранення. Грудні плавці помірного розміру з 4-5 м'якими променями. Бічна лінія чітка, підсвічується від зябрової кришки, що тягнеться до хвостового плавця. Черевні плавці великі, з 6 м'якими променями. Жировий плавець представлено у вигляді плаского гребеня, що поєднується з хвостовим плавцем. Анальний плавець короткий, з 8-10 м'якими променями. Хвостовий плавець великий.
Забарвлення темних кольорів.

## Спосіб життя
Ці соми уподобали прісноводні заплави водойм, повільних або стоячих водах (каналах, ставках). Активні вночі. Вдень ховаються під затонулими листям та іншого м'якого субстрату. Доволі хижі риби. Полюють із засідки, чатують на здобич, зарившись у ґрунт — частково або повністю. Іноді вони використовують свої гайморові вусики (прикріплені до верхньої щелепи), щоб заманити здобич риби ближче до рота. Живляться дрібною рибою. Коли їх витягають з води, ці соми видають звук, що нагадують слова «хака». Звідси походить назва усього роду.
Часто тримаються в акваріумах. Добре розводяться в неволі.

## Розповсюдження
Мешкають у Південно-Східній Азії: від східної Індії до о. Калімантан (Індонезія).

## Види
- Chaca bankanensis
- Chaca burmensis
- Chaca chaca
- Chaca serica